# Oliver Starkey

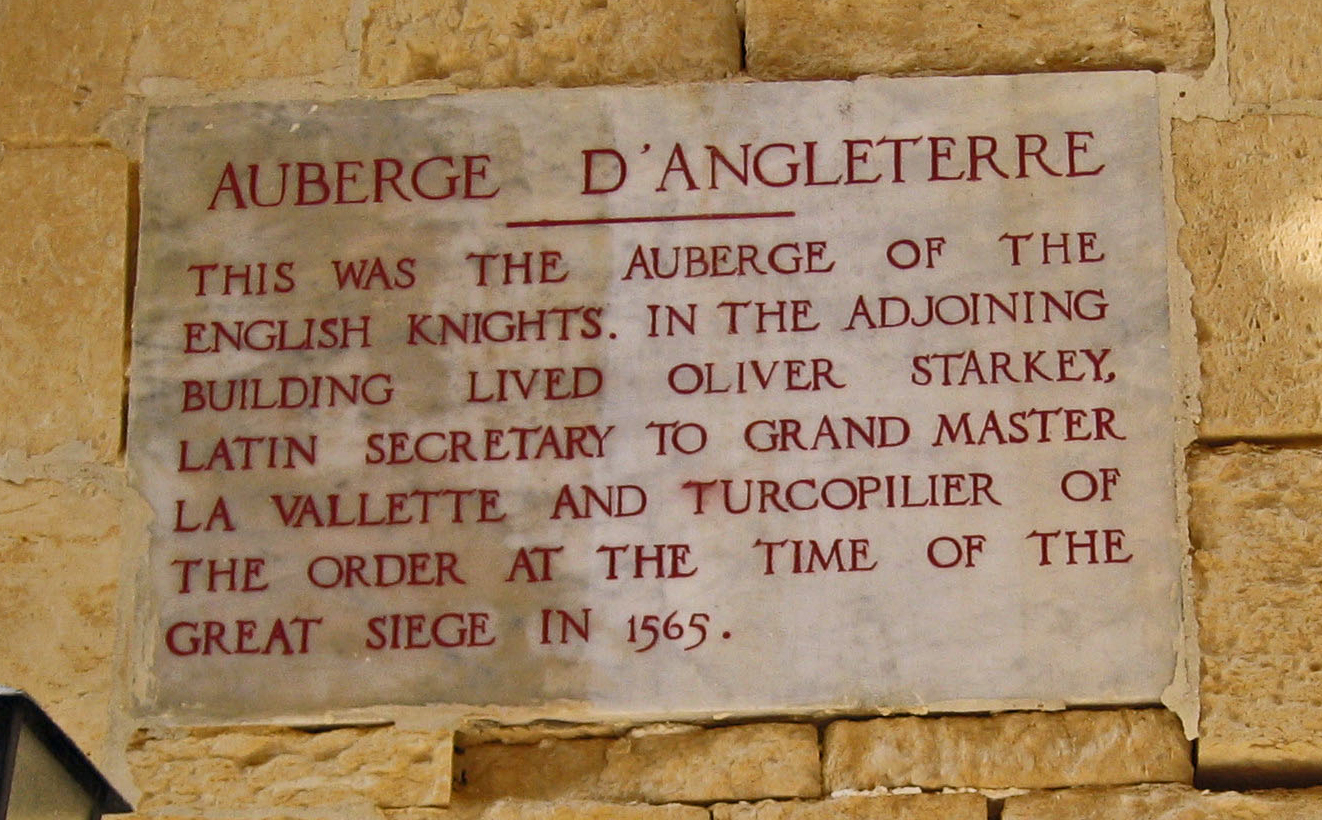
Gedenkplaat voor Starkey op de voormalige Herberg van Engeland.

Oliver Starkey (ca. 1520 - Malta, 1588) was een Engelse ridder die in de 16de eeuw leefde. Hij was als enige Engelse ridder aanwezig tijdens het Beleg van Malta in 1565. Hij is tevens de enige ridder die in de Sint-Janscokathedraal begraven ligt, als niet grootmeester zijnde.
Oliver Starkey werd omstreeks 1520 geboren als zoon van Hugh Starkey. Hugh Starkey had meegevochten in de Slag bij Flodden Field en had connecties aan het hof van Hendrik VIII. Omstreeks 1550 werd Oliver Starkey toegelaten tot de Orde van Malta. Acht jaar later was hij betrokken bij de oprichting van de Engelse Langue. In 1560 werd hij benoemd tot Luitenant in de Orde. Hij woonde in de Herberg van Engeland in Birgu, de toenmalige hoofdstad van Malta. In 1565 was hij betrokken bij de verdediging van de stad tijdens het beleg van de Turken. Ook was hij indertijd de secretaris van grootmeester Jean de la Valette. Deze overleed in 1568 en Starkey zorgde voor zijn grafschrift. Hij bleef tot aan zijn dood in 1588 diverse functies in de Orde van Malta uitvoeren.